# Ремиджино, Линди
Линди Ремиджино (англ. Lindy John Remigino; 3 июня 1931 года, Куинс, Нью-Йорк, США — 11 июля 2018 года, Ньюингтон, Коннектикут, США) — американский легкоатлет, двукратный чемпион летних Олимпийских игр 1952.

## Биография
Линди Ремиджино родился 3 июня 1931 года в районе Элмхерст, Куинс, в семье повара (Стефано) и домохозяйки (Роза Ремиджино). Имя получил в честь американского лётчика, Чарльза Линдберга, который первый в одиночку перелетел Атлантический океан. В 1937 году семья переехала в Ньюингтон, штат Коннектикут.
В 1949 году на школьном чемпионате Новой Англии пробежал 100 ярдов (91,44 метра) за 9,8 секунд, что являлось рекордом региона. Из-за плохой успеваемости вместо университета Сетон-Холл поступил в Манхэттенский колледж, который окончил в 1953 году.
Весной 1952 года Ремиджино занял третье место в соревнованиях по лёгкой атлетики Межвузовской ассоциации любителей спорта США и пятое место в турнире Национальной ассоциации студенческого спорта, не попав в финал турнира Любительского спортивного союза США.
В олимпийскую сборную страны Ремиджино попал благодаря травмам спортсменам, которые были вынуждены отказаться от участия в Олимпийских играх. Фаворитом на дистанции 100 метров считался спортсмен из Ямайки — Херб Маккенли. Первые четыре спринтера финишировали с одним результатом — 10,4 секунды, победитель был определён по фотофинишу. Позже Ремиджино выиграл золотую медаль в эстафете 4×100 метров.
Ремиджино 43 года проработал тренером лёгкой атлетики в Государственной средней школе Хартфорда.
Скончался 11 июля 2018 года в возрасте 87 лет от рака поджелудочной железы.

## Достижения
| Год  | Соревнование               | Город                | Место | Дисциплина       | Время (с) |
| ---- | -------------------------- | -------------------- | ----- | ---------------- | --------- |
| 1952 | XV Летние Олимпийские игры | Хельсинки, Финляндия | 1     | 100 м            | 10,40     |
| 1952 | XV Летние Олимпийские игры | Хельсинки, Финляндия | 1     | Эстафета 4×100 м | 40,10     |

## Личная жизнь
В 1953 году женился на Джун Хэверти. Пара воспитала пятеро детей.

## Память
Линди Ремиджино находится в одиннадцати залах славы, включая Зал славы лёгкой атлетики США.